# Volero Le Cannet
Maillots
Actualités
Le Volero Le Cannet est un club français de volley-ball féminin basé au Cannet dans les Alpes-Maritimes. Fondé en 2018, il évolue actuellement en Ligue AF. 
Le club est détenu et présidé par l'homme d'affaires russo-helvétique Stav Jacobi.
L'équipe est actuellement entraînée par le Bulgare Ivan Petkov (sv) et réside dans deux salles de la ville, proches l'une de l'autre : Le Gymnase Maillan et La Palestre, où des rencontres européennes ont lieu. 

## Histoire
Le club naît en 2018 de la coopération entre l'ES Le Cannet-Rocheville et le club suisse du VBC Voléro Zurich. Il dispute sa première saison en Ligue AF lors de l'exercice 2018-2019. 

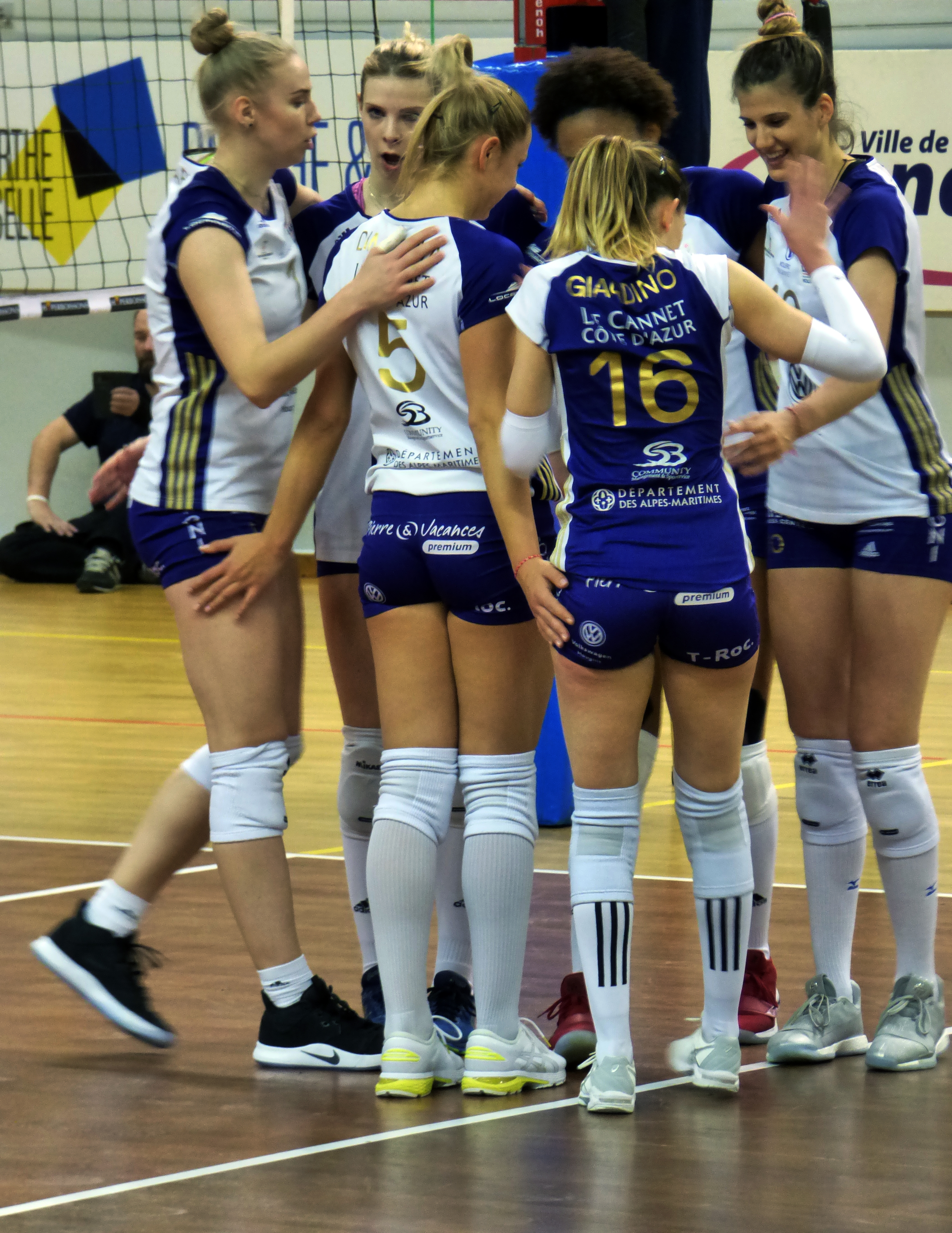
L'équipe lors de sa première saison en Ligue AF, 2018-2019.

Qualifié pour le Mondial des clubs 2018-2019 de Shaoxing, en Chine, le club est nettement dominé le 5 décembre 2018 par le Vakıfbank Sport Kulübü (25-21, 25-15, 25-17), dernier vainqueur de la Ligue des champions.
Le 2 avril 2022, les Cannettanes remportent le premier titre de leur histoire après leur net succès en finale de la Coupe de France, par 3 set à 1 face au RC Cannes,. Un mois plus tard, le club remporte également le Championnat, réalisant ainsi le doublé.
Lors de la saison 2022-2023, l'équipe participe pour la première fois à la Ligue des champions,.

## Résultats sportifs

### Palmarès
| Compétitions nationales | Compétitions internationales |
| - Championnat de France (2) : - Champion : 2022, 2023. - Coupe de France (1) : - Vainqueur : 2022. - Finaliste : 2020. - Supercoupe de France (1) : - Vainqueur : 2023. - Finaliste : 2022. | - Ligue des champions : - 8e de finale : 2023. - Coupe de la CEV : - Quart-de-finaliste : 2022. - Challenge Cup : - Demi-finaliste : 2019. - Championnat du monde des clubs : - Phase de groupes (6e) : 2018. |

### Bilan saison par saison
| Saison    | Championnat | Championnat | Championnat | Championnat | Championnat | Championnat | Championnat   | Coupe de France | Supercoupe de France | Coupe d'Europe | Coupe d'Europe | Mondial  | Mondial |
| Saison    | Division    | Class.SR    | Pts         | J           | V           | D           | Play-offs     | Coupe de France | Supercoupe de France | Nom*           | Tour           | Tour     |         |
| --------- | ----------- | ----------- | ----------- | ----------- | ----------- | ----------- | ------------- | --------------- | -------------------- | -------------- | -------------- | -------- | ------- |
| 2018-2019 | Ligue AF    | 3e          | 59          | 26          | 20          | 6           | 1/2 finale    | 1/8 de finale   | -                    | C3             | 1/2 finale     | 1er tour |         |
| 2019-2020 | Ligue AF    | 3e          | 55          | 24          | 19          | 5           | Arrêté        | Finale          | -                    | C2             | Arrêté         | -        |         |
| 2020-2021 | Ligue AF    | 4e          | 49          | 26          | 17          | 9           | -             | 1/8 de finale   | -                    | C2             | 1/8 de finale  | -        |         |
| 2021-2022 | Ligue AF    | 1er         | 67          | 26          | 23          | 3           | Vainqueur     | Vainqueur       | -                    | C2             | 1/4 de finale  | -        |         |
| 2022-2023 | Ligue AF    | 6e          | 49          | 26          | 16          | 10          | Vainqueur     | 1/8 de finale   | Finale               | C1             | 1/8 de finale  | -        |         |
| 2023-2024 | Ligue AF    | 5e          | 46          | 24          | 16          | 8           | 1/2 finale    | 1/4 de finale   | Vainqueur            | C1             | 1/8 de finale  | -        |         |
| 2024-2025 | Ligue AF    | 4e          | 49          | 26          | 15          | 11          | 1/4 de finale | 1/8 de finale   | -                    | C2             | 1/8 de finale  | -        |         |

* C1 = Ligue des champions, C2 = Coupe de la CEV, C3 = Challenge Cup.

## Personnalités du club

### Présidents
- Jelena Lozancic (2018-2023)
- / Stav Jacobi (2023-)

### Entraîneurs
- Avital Selinger (en) (2018-2019)
- Lorenzo Micelli (it) (2019-2022)
- Milan Gršić (2022-fév.2023)
- Mladen Kašić (fév 2023-2023)
- Danilo Pejović (2023-2024)
- Ivan Petkov (sv) (2024-)

### Effectif actuel (2024-2025)
| No                                          | Nom                                         | Date de naissance                           | Taille                         | Poids                          | Poste                          |
| ------------------------------------------- | ------------------------------------------- | ------------------------------------------- | ------------------------------ | ------------------------------ | ------------------------------ |
| 1                                           | Izabela Stimac                              | 12 novembre 2000                            | 171                            | 62                             | Libero                         |
| 2                                           | Maeva Schalk                                | 14 décembre 2005                            | 182                            | 66                             | Réceptionneuse-attaquante      |
| 3                                           | Naiane Rios                                 | 29 novembre 1994                            | 179                            | 63                             | Passeuse                       |
| 4                                           | Morgahn Fingall                             | 5 juin 2001                                 | 185                            | N/C                            | Attaquante                     |
| 5                                           | Masa Kirov                                  | 16 août 2005                                | 189                            | 66                             | Centrale                       |
| 6                                           | Natalia Suvorova                            | 5 mars 2004                                 | 191                            | 79                             | Centrale                       |
| 7                                           | Ruta Staniulyte                             | 14 août 1998                                | 190                            | 74                             | Centrale                       |
| 9                                           | Alina Popova1                               | 4 janvier 2005                              | 185                            | 60                             | Réceptionneuse-attaquante      |
| 10                                          | Anastasia Kornienko                         | 9 septembre 1992                            | 182                            | 71                             | Passeuse                       |
| 11                                          | Zinilda Matuca                              | 20 mai 2002                                 | 196                            | N/C                            | Attaquante                     |
| 13                                          | Bianka Mumcular (tr)2                       | 18 juin 2006                                | 190                            | 84                             | Réceptionneuse-attaquante      |
| 14                                          | Marie Andriamaherizo                        | 5 juillet 2001                              | 189                            | 70                             | Centrale                       |
| 15                                          | Maria Tabacuks                              | 10 février 2007                             | 186                            | 62                             | Réceptionneuse-attaquante      |
| 17                                          | Adéla Démar                                 | 19 mai 1998                                 | 173                            | N/C                            | Libero                         |
| 18                                          | Liuba Svetnik                               | 14 septembre 2005                           | 194                            | N/C                            | Réceptionneuse-attaquante      |
| 20                                          | Emma Cartron                                | 21 octobre 2002                             | N/C                            | N/C                            | Réceptionneuse-attaquante      |
|                                             |                                             |                                             |                                |                                |                                |
| Encadrement technique                       | Encadrement technique                       |                                             | Légende                        | Légende                        | Légende                        |
| Entraîneur : Ivan Petkov (sv)               | Entraîneur : Ivan Petkov (sv)               | Entraîneur : Ivan Petkov (sv)               | : Capitaine                    | : Capitaine                    | : Capitaine                    |
| Entraîneur(s) adjoint(s) : Kristian Knudsen | Entraîneur(s) adjoint(s) : Kristian Knudsen | Entraîneur(s) adjoint(s) : Kristian Knudsen | : Joueuse blessée actuellement | : Joueuse blessée actuellement | : Joueuse blessée actuellement |
| Manager général : Élodie White              |                                             |                                             |                                |                                |                                |

1 joueuse ayant quitté le club le 31 octobre 2024.

 2 joueuse ayant rejoint le club le 21 novembre 2024.

### Joueuses emblématiques
- Maja Aleksić
- Ana Bjelica
- Nancy Carrillo
- Rosir Calderón
- Gergana Dimitrova (en)
- Laura Unternährer
- Angelina Lazarenko
- Natalya Mammadova
- Michaela Mlejnková
- Déborah Ortschitt
- Eva Mori
- Mira Todorova
- Eva Yaneva

## Identité du club

### Historique du logo

Logo depuis 2018.

### Budget
- 2021-2022: 1 100 000 €[13]
- 2022-2023: 1 790 000 € [14]
- 2023-2024: 2 000 000 €[15]
- 2024-2025: 1 900 000 €[16]

### Équipementiers
| Période   | Équipementier | Sponsor principal |
| --------- | ------------- | ----------------- |
| 2018-2025 | Adidas        | Volkswagen        |